# Daniel Huss
Daniel Huss (ur. 8 sierpnia 1979 w Luksemburgu) – luksemburski piłkarz grający na pozycji napastnika. Od 2014 jest zawodnikiem klubu FC Berdenia Berbourg.

## Kariera klubowa
Swoją karierę piłkarską Huss rozpoczął w klubie CS Grevenmacher. W 1996 roku awansował do pierwszego zespołu i w sezonie 1996/1997 zadebiutował w nim w pierwszej lidze luksemburskiej. W 1997 roku przeszedł do Standardu Liège, jednak nie zadebiutował w nim w Eerste klasse. W 1998 roku odszedł do 1. FC Kaiserslautern i grał w nim jedynie w rezerwach w Regionallidze.
Latem 1998 Huss wrócił do CS Grevenmacher. W sezonach 1999/2000, 2000/2001 i 2001/2002 trzykrotnie z rzędu wywalczył z nim wicemistrzostwo Luksemburga. W sezonie 2002/2003 sięgnął z nim po dublet - mistrzostwo oraz Puchar Luksemburga. Z 22 golami został królem strzelców ligi. W sezonie 2007/2008 ponownie zdobył krajowy puchar. W sezonie 2009/2010 zdobywając 22 gole po raz drugi w karierze został najlepszym strzelcem Nationaldivisioun. Został również wybrany Piłkarzem Roku za 2010 rok. W Grevenmacher grał do końca 2013 roku. Na początku 2014 roku przeszedł do trzecioligowego FC Berdenia Berbourg.
| Sezon   | Klub                    | Kraj       | Rozgrywki         | Mecze | Gole |
| ------- | ----------------------- | ---------- | ----------------- | ----- | ---- |
| 1996/97 | CS Grevenmacher         | Luksemburg | Nationaldivisioun | ?     | ?    |
| 1997/98 | Standard Liège          | Belgia     | Eerste klasse     | 0     | 0    |
| 1997/98 | 1. FC Kaiserslautern II | Niemcy     | Regionalliga      | ?     | ?    |
| 1998/99 | CS Grevenmacher         | Luksemburg | Nationaldivisioun | 20    | 6    |
| 1999/00 | CS Grevenmacher         | Luksemburg | Nationaldivisioun | 27    | 16   |
| 2000/01 | CS Grevenmacher         | Luksemburg | Nationaldivisioun | 24    | 15   |
| 2001/02 | CS Grevenmacher         | Luksemburg | Nationaldivisioun | 23    | 10   |
| 2002/03 | CS Grevenmacher         | Luksemburg | Nationaldivisioun | 27    | 22   |
| 2003/04 | CS Grevenmacher         | Luksemburg | Nationaldivisioun | 27    | 17   |
| 2004/05 | CS Grevenmacher         | Luksemburg | Nationaldivisioun | 26    | 21   |
| 2005/06 | CS Grevenmacher         | Luksemburg | Nationaldivisioun | 27    | 18   |
| 2006/07 | CS Grevenmacher         | Luksemburg | Nationaldivisioun | 25    | 10   |
| 2007/08 | CS Grevenmacher         | Luksemburg | Nationaldivisioun | ?     | ?    |
| 2008/09 | CS Grevenmacher         | Luksemburg | Nationaldivisioun | 24    | 20   |
| 2009/10 | CS Grevenmacher         | Luksemburg | Nationaldivisioun | 26    | 22   |
| 2010/11 | CS Grevenmacher         | Luksemburg | Nationaldivisioun | 9     | 4    |
| 2011/12 | CS Grevenmacher         | Luksemburg | Nationaldivisioun | 25    | 20   |
| 2012/13 | CS Grevenmacher         | Luksemburg | Nationaldivisioun | 22    | 12   |
| 2013/14 | CS Grevenmacher         | Luksemburg | Nationaldivisioun | 8     | 0    |
| 2013/14 | FC Berdenia Berbourg    | Luksemburg | III liga          | ?     | ?    |
| 2014/15 | FC Berdenia Berbourg    | Luksemburg | III liga          | ?     | ?    |
| 2015/16 | FC Berdenia Berbourg    | Luksemburg | III liga          |       |      |

## Kariera reprezentacyjna
W reprezentacji Luksemburga Huss zadebiutował 26 kwietnia 2000 w zremisowanym 1:1 towarzyskim meczu z Estonią, rozegranym w Luksemburgu. W swojej karierze grał w: eliminacjach do MŚ 2002, do Euro 2004, do MŚ 2006 i do Euro 2008. Od 2000 do 2007 roku rozegrał w kadrze narodowej 44 mecze i strzelił w nich 2 gole.